# Cisowy Dział
Cisowy Dział – część wsi Młyńczyska w gminie Łukowica, powiecie limanowskim, województwie małopolskim, a także położona na wysokości ok. 795 m n.p.m. przełęcz w Beskidzie Wyspowym między Małą Modynią (936 m n.p.m.) a Jasieńczykiem (836 m n.p.m.). Północno-wschodnie stoki przełęczy należą do miejscowości Młyńczyska i opadają dość stromo do doliny potoku Jastrząbka, natomiast stoki południowe z osiedlem Wyrębiska należą do miejscowości Kicznia i opadają ku górnym partiom doliny Zakiczańskiego Potoku (też: Kiczańskiego Potoku). Przez przełęcz prowadzi droga łącząca te miejscowości.
Obszar przełęczy jest bezleśny, dzięki temu jest ona dobrym miejscem widokowym. Na przełęczy Cisowy Dział stoi kapliczka z obrazem Matki Boskiej Częstochowskiej, obok niej metalowy krzyż o wysokości 13 m, a przy drodze murowane z kamienia stacje drogi krzyżowej. Kapliczka została wybudowana po II wojnie światowej jako wotum dziękczynne za uratowanie od śmierci partyzanta Ambrożego Pietrzaka, pseudonim „Słowik”, dowódcy Batalionów Chłopskich.
Grzbietem przez przełęcz biegnie granica oddzielająca powiat limanowski od nowosądeckiego. Wąską drogą przez przełęcz powadzi szlak rowerowy.
Piesze szlaki turystyczne
 Limanowa – Jabłoniec – Golców – Jeżowa Woda – Młyńczyska – Cisowy Dział – Modyń – Kamienica.

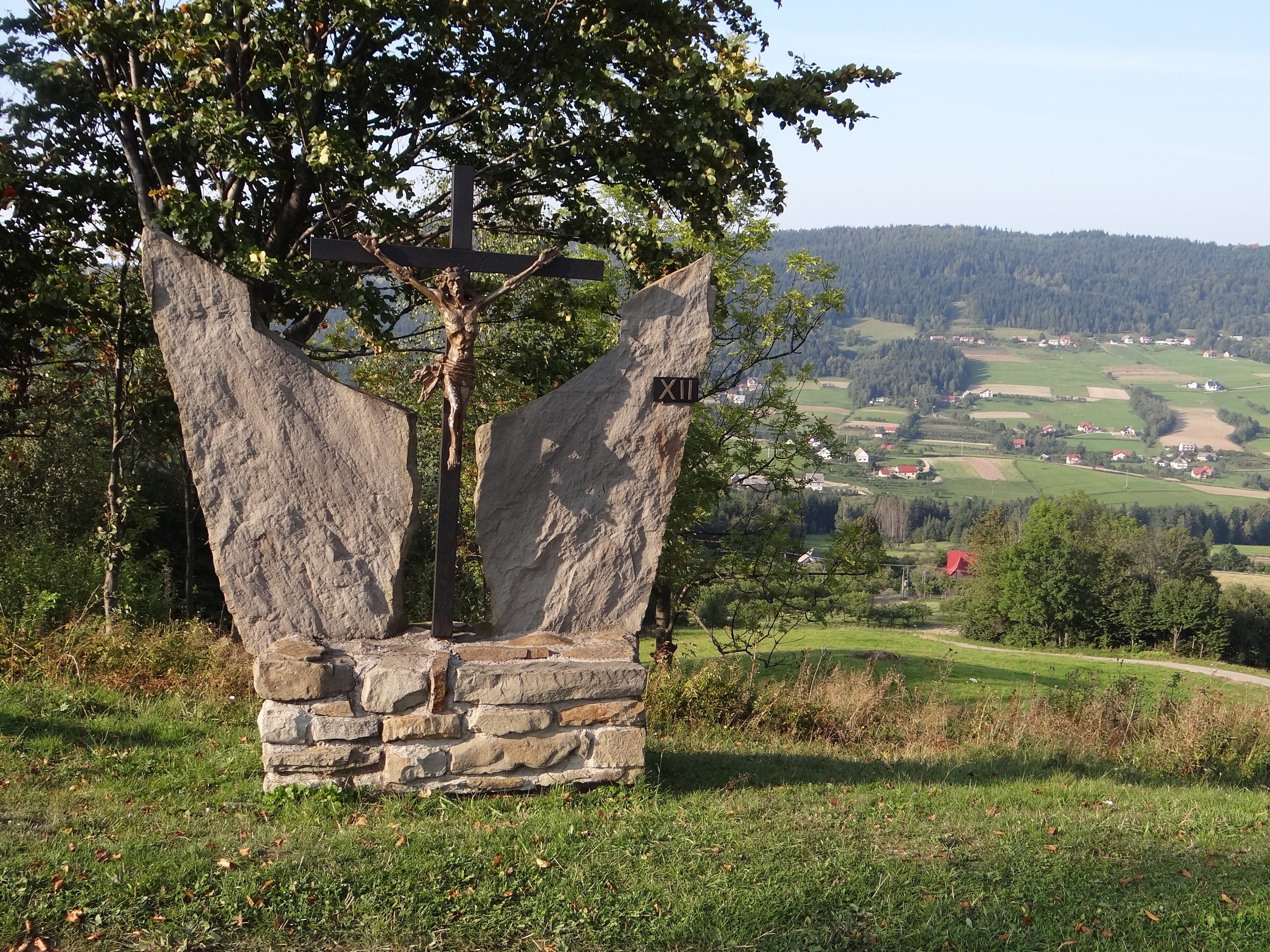
Stacja drogi krzyżowej
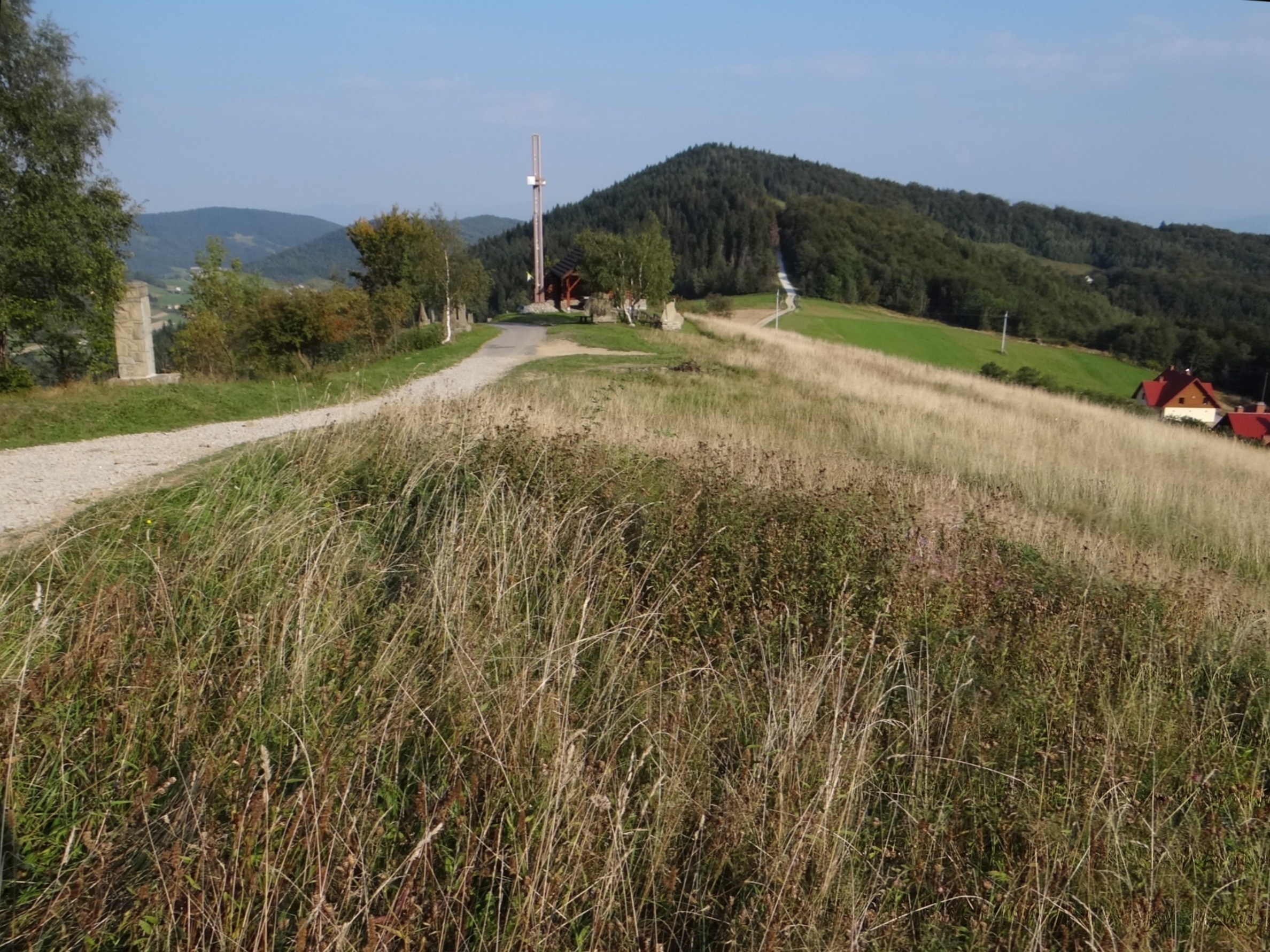
Cisowy Dział i widok na Jasieńczyk
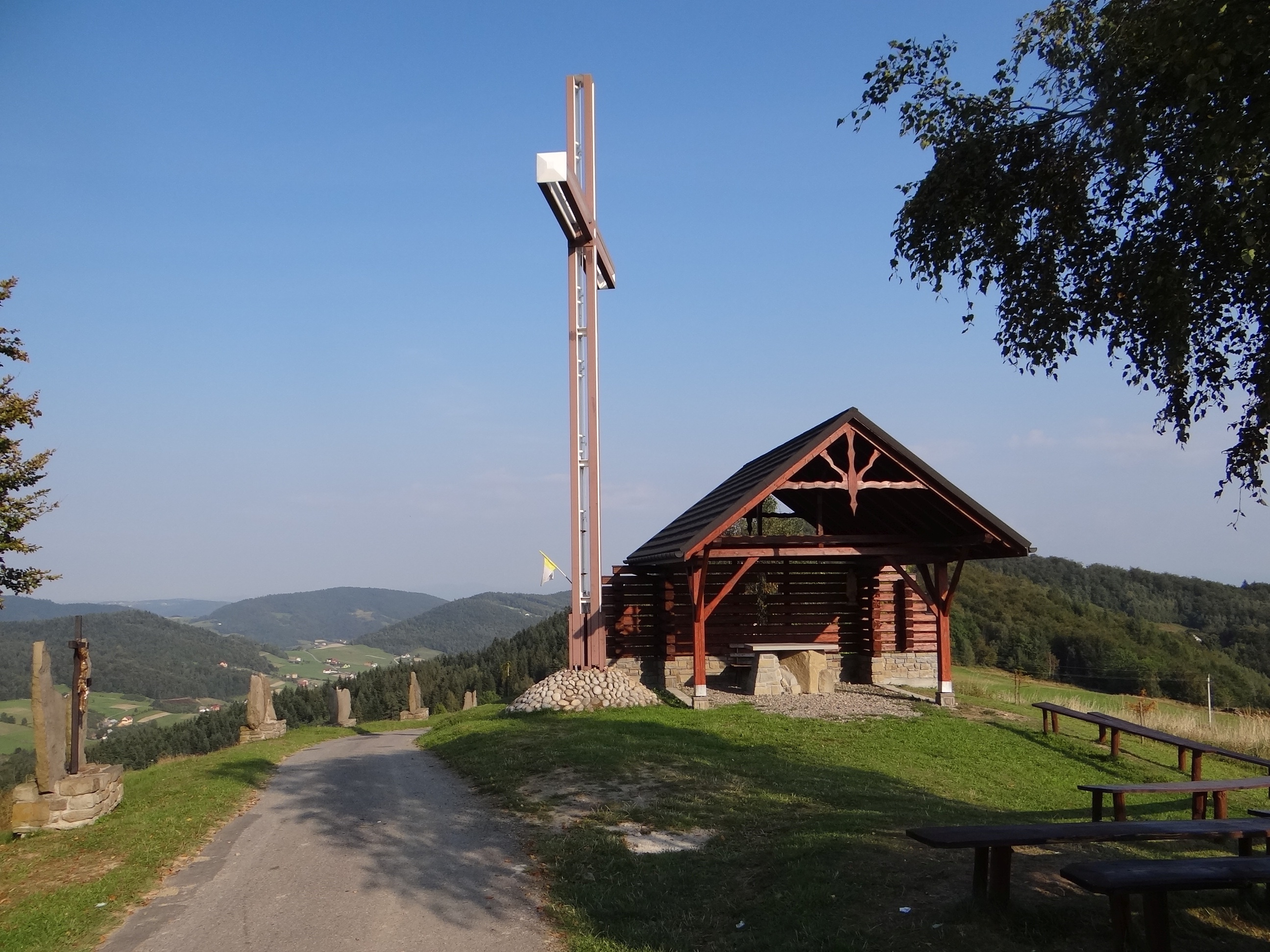
Kaplica
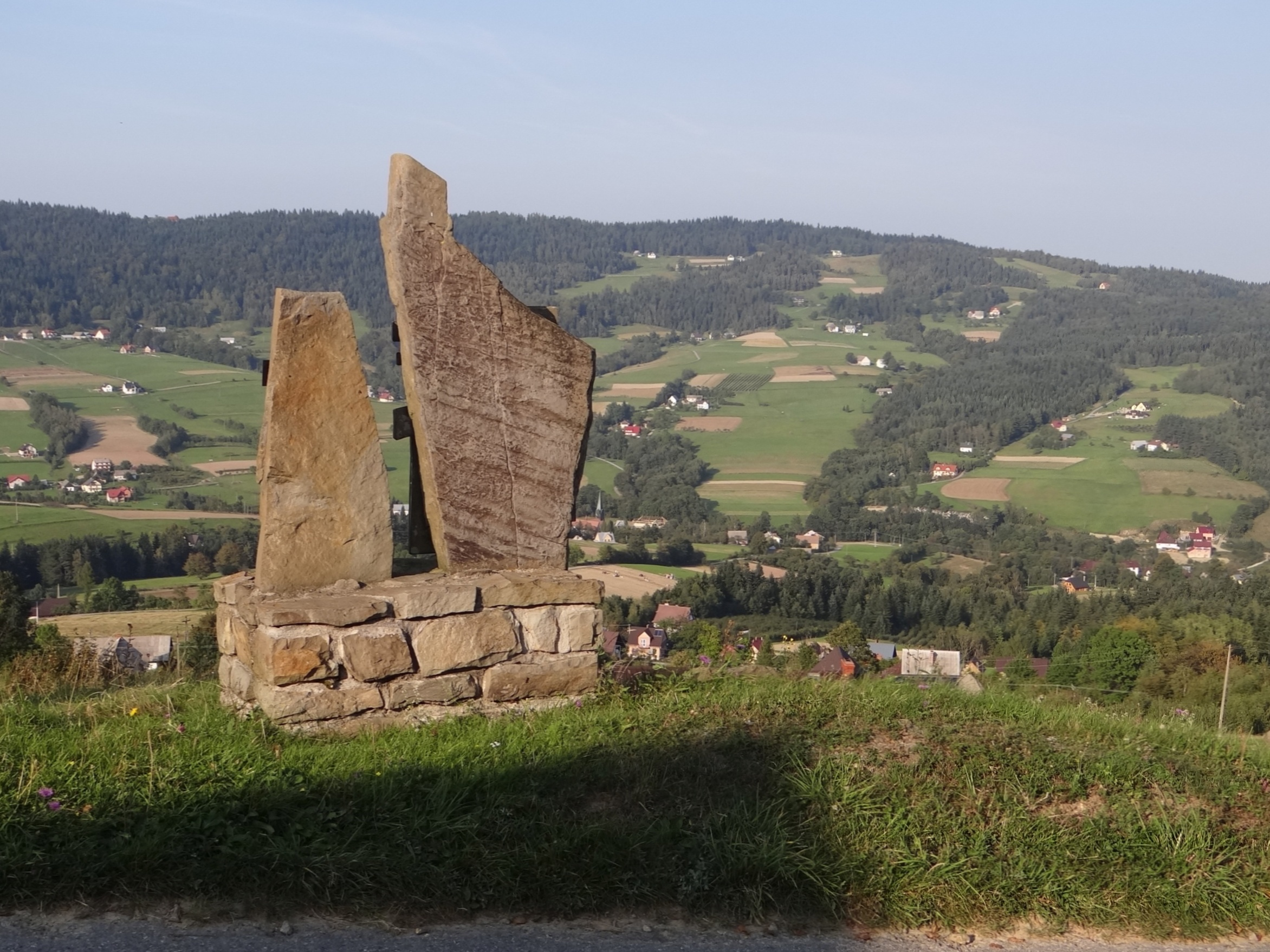
Widok na pasmo Ostrej